# Dhëmbel
Der Dhëmbel (albanisch auch Dhëmbeli, Mali i Dhëmbelit) ist ein Berg in Südalbanien, welcher 2050 m ü. A. hoch ist.
Der Berg erhebt sich westlich des Vjosastals als Teil des Trëbëshinj-Dhëmbel-Nëmerçka-Gebirgszugs über Përmet. Die Nemërçka (2485 m ü. A.) schließt sich südlich an. Der Gebirgszug ist eine mächtige Antiklinale aus Kalk mit einem Flyschmantel. Im Westen liegt die parallel zum Berg verlaufende Synklinale von Zagoria und Pogon, die im Westen durch die Antiklinale des Shëndëll-Lunxhëria-Buretoja-Gebirgszugs mit dem Lunxhëria-Berg als Kulminationspunkt abgeschlossen wird.
Der Berg fällt steil und über 1000 Meter nach Westen und Osten ab. Südlich des Gipfels befindet sich ein rund 600 Meter tiefer Einschnitt im Gebirgszug, der Dhëmbel-Passes, der den Berg von der Nemërçka trennt. An das weitläufige Gipfelplateau schließt sich nach Norden ein breiter Rücken an, der nur langsam an Höhe verliert. Als gerader Kamm zieht sich der Berg über mehr als ein Dutzend Kilometer nach Nordwesten, bevor er allmählich bei Këlcyra ausläuft und durch die Vjosa-Schlucht, die dort den Gebirgszug durchbricht, begrenzt wird.
Die Umgebung des Berges ist schwach besiedelt. Nur im Vjosatal am Fuß des Berges gibt es mehrere Dörfer und die Kleinstadt Përmet, die rund 1800 Meter unter dem Gipfel liegt.
Die Region wird durch das Mittelmeerklima beherrscht. Die Temperaturen reichen von 0 °C (Januar) bis 24 °C (Juli). Die jährliche, durchschnittliche Niederschlagsmenge beträgt 1530 mm. Der November ist mit 200 mm der niederschlagstärkte Monat, der niederschlagschwächste mit 27 mm.